# Lafoeina maxima
Lafoeina maxima är en nässeldjursart som först beskrevs av Levinsen 1893.  Lafoeina maxima ingår i släktet Lafoeina och familjen Campanulinidae. Inga underarter finns listade i Catalogue of Life.